# Sojuz T-4
Sojuz T-4 byla kosmická loď SSSR z roku 1981 novějšího typu, se kterou letěla nová základní posádka na sovětskou orbitální stanici Saljut 6. Podle katalogu COSPAR dostal Sojuz označení 1981-023A. Byl to 76. registrovaný let kosmické lodě s lidmi na palubě ze Země. Jejím volacím znakem byl FOTON.

## Posádka
Dvoučlennou posádku tvořili tito kosmonauti:
- Vladimir Kovaljonok z Běloruska, 39 roků, velitel lodě, třetí let
- Viktor Savinych, 41 roků, Rus, palubní inženýr, první let

## Průběh letu

### Start
Loď odstartovala 12. března 1981 večer z kosmodromu Bajkonur s pomocí rakety Sojuz U. Start se vydařil, loď se dostala na orbitu 245–315 km s periodou oběhu kolem planety za 90 minut. Bez problémů fungoval i zapnutý systém automatického přibližování ke stanici.

### Práce na stanici
V době svého příletu byla u zadního uzlu už 7 týdnů připojena nákladní loď Progress 12 (COSPAR 1981-007A), předchozí posádka již před 4 měsíci odletěla v Sojuzu T-3.
Loď Sojuz T-4 se připojila pevně 13. března 1981 v 21.33 hod SEČ. Stanice v tu dobu měla za sebou 3,5 roku na oběžné dráze, byla předchozí posádkou poněkud zmodernizována. Oba kosmonauti svou 74 dní trvající misi zahájili vykládkou připojené nákladní lodě. Odčerpali z ní i palivo, okysličovadla, vodu a vynesli kusové předměty. Dne 19. března 1981 byl prázdný Progress odeslán, aby později zanikl při sestupu atmosférou.
Po týdnu přiletěl ke stanici starší typ lodě Sojuz 39 s mezinárodní sovětsko-mongolskou posádkou Vladimir Džanibekov – Džugderdemidin Gurragčá, kteří zde setrvali 7 dní. Celá čtveřice na stanici plnila 20 různých experimentů. Dne 30. března 1981 Sojuz 39 odletěl na Zem, kdežto Sojuz T-4 zůstal.
Dne 7. května 1981 Kovaljonok se Savinychem s pomocí motoru své lodě navýšili dráhu stanice na 339–367 km nad Zemí. Vlivem přitažlivosti Země totiž denně klesala o 100 metrů.
O další týden později, 15. května 1981 se k lodi připojila devátá mezinárodní, sovětsko-rumunská posádka z programu Interkosmos. Dvojici kosmonautů tvořili Leonid Popov a Dumitru Prunariu, přiletěli ve starším typu lodí Sojuz 40. I oni setrvali ve společné práci se základní posádkou na stanici týden. Od stanice odletěli 22. května 1981 k Zemi.

### Odlet domů
Dne 26. května 1981 ukončila svůj program i pátá, na stanici poslední základní posádka a ve své lodi s pomocí brzdicího motoru bez problémů přistáli 125 km od Džezkazganu na území Kazachstánu.
Stanice Saljut 6 ještě dál kroužila po oběžné dráze Země. Později se k ní připojil i Kosmos 1267 bez posádky. Na oběžné dráze byla nahrazena novou stanicí Saljutem 7 a později v atmosféře zanikla.

## Konstrukce Sojuzu
Oproti předchozímu typu Sojuzu byl nový sice vnějšími rozměry i tvarem stejné, ale vnitřek byl změněn. Díky vývoji mikroelektroniky byly instalovány nové typy počítačů i obrazovek, zmodernizovány byl i jejich programy (orientace, stabilizace, manévrovací schopnosti). Byl dodán nový typ lehčích nádrží na pohonné hmoty. Snížení váhy pak umožnilo namontovat třetí křeslo kosmonauta. Byly instalovány také sluneční baterie. Hmotnost lodě byla 6850 kg.
Délka lodě byla 698 cm, průměr 272 cm. Sestavena byla ze tří částí: SA – návratový modul,
BO – obytná sekce a PAO – přístrojová sekce. I tento typ lodě byl vybaven brzdícími motory a padákovým systémem.